# Pascal Pia
Pierre Durand (15 de agosto de 1903 – 27 de setembro 1979), mais conhecido como Pascal Pia, foi um escritor, jornalista e ilustrador francês. Ele também usou o pseudônimos Pascal Rose e Pascal Fely.
Um dos principais trabalhos do autor, O Estrabismo e O Ronco do Motor, (assinado com o pseudônimo Pascal Rose), não foi bem recebido pela crítica que o considerou hermético demais. Apesar disso, essa obra serviu como influência para grandes nomes da literatura mundial, tais como Albert Camus (que dedica O Mito de Sísifo a Pascal Pia), Bob Finger e Irvine Welsh.
Pia foi um dos fundadores do diário Alger Républicain.